# Hermann Ottemberg
Hermann Ottemberg , né à Nimègue et  mort le 23 mai 1626, est un  prélat néerlando-français du XVIIe siècle.

## Biographie
Ottemberg est chanoine de Cologne, prévôt de S. Cunibert et de Église Saint-Pierre de Mayence et auditeur de la rote romaine. Il est nommé évêque d'Arras en 1610 et est consacré le 30 janvier 1611 par Scipione Caffarelli-Borghese avec comme co-consécrateurs Domenico Rivarola et Giovanni Canauli (en). Il doit sa nomination à l'archiduc Albert, près duquel il se trouve en mission.